# Perdita erudita
Perdita erudita är en biart som beskrevs av Cockerell 1923. Perdita erudita ingår i släktet Perdita och familjen grävbin. Inga underarter finns listade i Catalogue of Life.